# Hupikék törpikék 2.
A Hupikék törpikék 2. (eredeti cím: The Smurfs 2) 2013-ban bemutatott  amerikai vegyes technikájú film, amely valós díszletekkel, élőszereplős és 3D-s számítógépes animációs jelenetek kombinálásával készült, és a 2011-ben bemutatott Hupikék törpikék című film folytatása. A filmet Raja Gosnell rendezte, a zenéjét Heitor Pereira szerezte, a producere Jordan Kerner volt. A Sony Pictures Animation készítette, a Columbia Pictures forgalmazta. Amerikában 2013. július 31-én, Magyarországon pedig egy nappal később, augusztus 1-jén mutatták be a mozikban.

## Cselekmény
|  | Alább a cselekmény részletei következnek! |

A 21. században ragadt Hókuszpók létrehoz a kék törpökhöz hasonló, de szürke bőrű két lényt, akiket Komiszkáknak nevez el. Azt reméli, hogy a teremtményeiből törpesszenciát tud nyerni, amely a varázserejét szolgáltatja. Amikor azonban rájön, hogy csak egy igazi hupikék törpből tud esszenciát nyerni, és hogy csak Törpilla tudja azt a titkos formula receptet, amivel a Komiszkákat igazi törpökké változtathatja, elrabolja a törplányt és Párizsba hurcolja, ahol őt a világ legnagyobb varázslójaként tisztelik. A Komiszkák megpróbálják Törpillát rosszra csábítani, hogy olyan legyen, mint ők, és Törpilla, aki mindig is másnak érezte magát, mint a többi törp, egyre kevésbé akar korábbi önmaga lenni. Ezalatt a törpök mentőexpedíciót szerveznek Törpilla megmentésére, így Törpapa, Ügyifogyi, Dulifuli és Törpojáca visszatérnek New York-ba, hogy segítséget kérjenek emberbarátaiktól, Patrick és Grace Winslow-tól, valamint segíteni próbál Victor Doyle, Patrick nevelőapja is.
|  | Itt a vége a cselekmény részletezésének! |

## Szereplők
| Szereplő               | Színész                        | Magyar hang        |
| ---------------------- | ------------------------------ | ------------------ |
| Hókuszpók              | Hank Azaria                    | Csankó Zoltán      |
| Patrick Winslow        | Neil Patrick Harris            | Zámbori Soma       |
| Victor Doyle           | Brendan Gleeson                | Besenczi Árpád     |
| Grace Winslow          | Jayma Mays                     | Zsigmond Tamara    |
| Hupi Winslow           | Jacob Tremblay                 | Gerő Botond        |
| Szereplő               | Eredeti hang                   | Magyar hang        |
| Törpilla               | Katy Perry                     | Szinetár Dóra      |
| Vexy                   | Christina Ricci                | Ruttkay Laura      |
| Törpapa                | Jonathan Winters               | Csurka László      |
| Haxi                   | J. B. Smoove                   | Kerekes József     |
| Dulifuli               | George Lopez                   | Háda János         |
| Ügyifogyi              | Anton Yelchin                  | Molnár Levente     |
| Törpojáca              | John Oliver                    | Láng Balázs        |
| Sziamiaú               | Frank Welker                   | Seder Gábor        |
| Narrátörp              | Tom Kane                       | Vass Gábor         |
| Okoska                 | Fred Armisen                   | Bereczki Zoltán    |
| Ügyi                   | Jeff Foxworthy                 | Kapácsy Miklós     |
| Vitéz                  | Alan Cumming                   | Anger Zsolt        |
| Törperős               | Gary Basaraba                  | Sótonyi Gábor      |
| Törparás               | Adam Wylie                     | Karácsonyi Zoltán  |
| Kertitörp              | Joel McCrary                   | Sarádi Zsolt       |
| Habzsi                 | Kenan Thompson                 | Törköly Levente    |
| Csudibuli              | Kevin Lee                      | Kossuth Gábor      |
| Tréfi                  | Paul Reubens                   | Pusztaszeri Kornél |
| Laza törp              | Shaquille O’Neal               | Tokaji Csaba       |
| Péktörp                | B.J. Novak                     | Joó Gábor          |
| Passzív-agresszív törp | Jimmy Kimmel                   | Maday Gábor        |
| Nemérti törp           | Shaun White                    | Szokol Péter       |
| Társasági törp         | Mario Lopez                    | Bodrogi Attila     |
| Dili                   | John Kassir                    | (saját hangján)    |
| További törpök         | Sean Kenin Patricia Summersett | ?                  |